# Чаплинка (селище)
Чапли́нка (крим. Çaplınka) — селище в Україні, адміністративний центр Чаплинської селищної громади Каховського району Херсонської області, у центральній частині Причорноморської низовини. Населення складає 9 415 осіб (станом на 1 січня 2022 року).

## Історія
Станом на 1886 рік у селі мешкало 2722 особи, налічувалось 439 подвір'їв, існували православна церква, 6 лавок, відбувався щорічний ярмарок.
1 квітня 1923 року утворений Чаплинський район, загальною площею — 1,7 тис. км². Про заселення цих територій у стародавні часи свідчать досліджені скіфські курганні поховання IV—ІІ століть до н. е., а також античні вироби цього періоду.
| Дата            | Хронологічні події                                                                                       |
| --------------- | --- |
| 1794            | Заснування села Чаплинка першими поселенцями Дніпровського повіту Таврійської області                    |
| 1796            | Підпорядкування Новоросійській губернії                                                                  |
| 1802            | Підпорядкування Таврійській губернії                                                                     |
| 1861            | Чаплинка — волосний центр Дніпровського повіту Таврійської губернії                                      |
| 1918            | Окупація та встановлення радянської влади                                                                |
| Квітень 1918    | Визволення Чаплинки українськими та німецько-австрійськими військами                                     |
| Листопад 1918   | Захоплення Чаплинки білогвардійцями                                                                      |
| Березень 1919   | Захоплення Чаплинки червоноармійцями                                                                     |
| Червень 1920    | Чаплинка захоплена військами Петра Врангеля                                                              |
| 30 жовтня 1920  | Чаплинку знов захоплено червоноармійцями                                                                 |
| 1917—1921       | Створення сільських рад на території повіту                                                              |
| Лютий 1923      | Чаплинка стала районним центром Херсонської округи                                                       |
| 1932—1933       | Під час організованого радянською владою Голодомору 1932—1933 років померло щонайменше 14 жителів селища |
| 12 вересня 1941 | Чаплинка окупована німецькими військами                                                                  |
| 31 жовтня 1943  | Реокупація Чаплинки від німецьких військ радянськими військами                                           |
| 1956            | Чаплинка набула статусу селища міського типу                                                             |

З 31 серпня по 22 вересня 2016 року в Бериславі, Зміївці, Миловому та Чаплинці відбувалися зйомки повнометражного художнього фільму «Вулкан» режисера Романа Бондарчука.
На початку лютого 2019 року були завершені роботи щодо збільшення висоти телевежі в Чаплинці — з 92 до 133 метрів. Завдяки збільшенню висоти підвісу телевізійних і надійних антен, сигнал телерадіомовлення українських телеканалів і радіостанцій має можливість поширюватися на територію колишніх  Чаплинського, Каланчацького районів Херсонської області, а також у Перекопському районі Криму.
12 червня 2020 року, відповідно до Розпорядження Кабінету Міністрів України від № 726-р «Про визначення адміністративних центрів та затвердження територій територіальних громад Херсонської області», увійшло до складу Чаплинської селищної громади.
19 липня 2020 року, в результаті адміністративно-територіальної реформи та ліквідації Чаплинського району, селище увійшло до складу новоутвореного Каховського району.
У Чаплинці існує мусульманська громада створена турками-месхетинцями. Входить до складу Духовного управління мусульман України.
З 26 січня 2024 року селище міського типу Чаплинка набуде статусу селища.

### Російське вторгнення в Україну (з 2022)
З 24 лютого 2022 року селище тимчасово окуповане російськими загарбниками.
7 березня 2022 року окупанти розганяли мирний мітинг поблизу Чаплинки і почали стріляти. Як наслідок — поранили двох мирних мешканців.
3 листопада 2023 року, вдень, потужними вибухами у селищі було вщент зруйновано будівлю місцевого центру зайнятості, що була побудована російською окупаційною владою, внаслідок чого 8 осіб загинуло і 8 поранено, серед загиблих також були і мешканці селища, що під час російської окупації перейшли на бік Росії.

## Населення

### Мова
Розподіл населення за рідною мовою за даними перепису 2001 року:
| Мова            | Кількість | Відсоток |
| --------------- | --------- | -------- |
| українська      | 9756      | 92.54%   |
| російська       | 626       | 5.94%    |
| вірменська      | 53        | 0.50%    |
| циганська       | 23        | 0.22%    |
| румунська       | 12        | 0.11%    |
| білоруська      | 9         | 0.09%    |
| болгарська      | 3         | 0.03%    |
| угорська        | 2         | 0.02%    |
| гагаузька       | 1         | 0.01%    |
| інші/не вказали | 58        | 0.54%    |
| Усього          | 10543     | 100%     |

## Особистості
- Сергій Білоущенко (нар. 1981, Чаплинка) — український веслувальник, бронзовий призер Олімпійських ігор.
- Гунько Олександр Петрович (нар. 1952, Чаплинка) — поет, журналіст та громадський діяч. Член Національної спілки письменників України з 2002 року.
- Гурепко Микола Михайлович (нар. 1951) — український прозаїк, журналіст, фольклорист. Член Національної спілки журналістів України (1979) і Національної спілки письменників України (2003).
- Куліш Микола Гурович (1892—1937) — український письменник, драматург.
- Масютко Михайло Савович (1918—2001) — український письменник, правозахисник.
- Мозалевська Валентина Данилівна (1897—1978) — український графік.
- Мокров Василь Іванович — агроном, аграрник, партійний діяч
- Таран Сергій Іванович — господарський і громадський діяч.
- Черкас Вадим Савич (1924—1970) — український радянський художник.
- Шкарупа Тимофій Єфремович (1884—1970) — підполковник Армії УНР.
- Кожемякін Григорій Семенович — громадський та партійний діяч.